# WrestleMania III
WrestleMania III foi o terceiro evento de luta livre profissional WrestleMania produzido pela World Wrestling Federation (WWF). Foi transmitido em 29 de março 1987 no Pontiac Silverdome em Pontiac, Michigan Aconteceram doze lutas, com a última sendo entre o campeão mundial peso-pesado da WWF Hulk Hogan defendendo seu título com sucesso contra André the Giant.
WrestleMania III é particularmente notável pela WWF anunciar um público total recorde de 93.173 pessoas, a maior assistência em um evento ao vivo em uma arena fechada na América do Norte até aquela data. Este registro se manteve até 14 de fevereiro de 2010, quando foi superado pelo All-Star Game da NBA de 2010,  e o único evento da WWF/E com maior participação oficial foi o WrestleMania 32. Ambos shows foram realizados no AT&T Stadium. O evento é considerado o ápice do boom da luta profissional nos anos 1980. A WWF arrecadou $ 1,6 milhões em vendas de ingressos. Quase um milhão de fãs assistiram o evento nos 160 locais de circuito fechado na América do Norte. O número de espectadores via pay-per-view foi estimado em vários milhões, e a receita geral do pay-per-view ficou estimado em $10,3 milhões, estabelecendo um recorde na época.

## Resultados
| Nº                                          | Resultados | Estipulações                                            | Tempo |
| ------------------------------------------- | --- | ------------------------------------------------------- | ----- |
| 1                                           | The Can-Am Connection (Rick Martel e Tom Zenk) derrotaram Bob Orton e The Magnificent Muraco (com Mr. Fuji)                                                   | Luta de duplas                                          | 5:37  |
| 2                                           | Billy Jack Haynes vs. Hercules (com Bobby Heenan) terminou em dupla contagem                                                                                  | Luta individual                                         | 7:44  |
| 3                                           | Hillbilly Jim, The Haiti Kid e Little Beaver derrotaram King Kong Bundy, Little Tokyo e Lord Littlebrook por desqualificação                                  | Luta de trios                                           | 3:25  |
| 4                                           | Harley Race (com Bobby Heenan e The Fabulous Moolah) derrotou Junkyard Dog                                                                                    | Luta O perdedor deve se curvar                          | 4:22  |
| 5                                           | The Dream Team (Greg Valentine e Brutus Beefcake) (com Johnny Valiant e Dino Bravo) derrotou The Fabulous Rougeaus (Jacques e Raymond)                        | Luta de duplas                                          | 4:03  |
| 6                                           | Roddy Piper derrotou Adrian Adonis (com Jimmy Hart) | Luta cabelo vs. cabelo                                  | 6:33  |
| 7                                           | The Hart Foundation (Bret Hart e Jim Neidhart) e Danny Davis (com Jimmy Hart) derrotaram The British Bulldogs (Davey Boy Smith e Dynamite Kid) e Tito Santana | Luta de trios                                           | 8:52  |
| 8                                           | Butch Reed (com Slick) derrotou Koko B. Ware | Luta individual                                         | 3:39  |
| 9                                           | Ricky Steamboat (com George Steele) derrotou Randy Savage (c) (com Miss Elizabeth)                                                                            | Luta individual pelo Campeonato Intercontinental da WWF | 14:35 |
| 10                                          | The Honky Tonk Man (com Jimmy Hart) derrotou Jake Roberts (com Alice Cooper)                                                                                  | Luta individual                                         | 7:04  |
| 11                                          | The Iron Sheik e Nikolai Volkoff (com Slick) derrotaram The Killer Bees (B. Brian Blair e Jim Brunzell) por desqualificação                                   | Luta de duplas                                          | 5:44  |
| 12                                          | Hulk Hogan (c) derrotou André the Giant (com Bobby Heenan) | Luta individual pelo Campeonato da WWF                  | 12:01 |
| (c) – Refere-se aos campeões antes da luta. | |                                                         |       |

## Celebridades
- Bob Uecker - entrevistador de bastidores e apresentador de ringue convidado para o evento principal
- Mary Hart - timekeeper convidada para o evento principal
- Aretha Franklin - cantou America the Beautiful
- Alice Cooper - acompanhou Jake "The Snake" Roberts até ao ringue para o seu combate